# Mushindo Kempo
Mushindo Kempo è uno stile di karate che deriva alcuni aspetti dal Kung Fu e altri delle arti marziali Naha-te.

## Storia
Il Mushindo Kempo si evolse da una forma dello Shaolin Buddista traendo origine dal Bodhidharma che fu associato ai templi Buddisti. Fu preso dalle Isole Ryūkyū dai vari missionari buddisti, inclusi gli Monks Se-Ke-Ko e i Chu-te-Cho e dal 1400 in poi, per un periodo, venne insegnato come studio esoterico. Venne portato in Francia negli anni cinquanta da Otomo Ryoshu e da lì passò alla Gran Bretagna, dove fu praticato nei primi club privati principalmente dagli agenti della CIA. Fu studiato inoltre dai membri della forze armate statunitensi che nello stesso periodo lo importarono negli Stati Uniti.

## Templi
I templi in cui si esercitava il Mushindo Kempo furono subito nominati a partire dal principale punto di interesse, ad esempio Wushsingshou, Lohanshou eI Shou. L'accesso a questi templi  era generalmente riservato ai membri della nobiltà e della corte reale, e tra esse solo le persone che possedevano un grande talento venivano accettate. Ogni novizio accettato a studiare al tempio seguiva le lezioni di uno stesso maestro per un periodo di 7 anni, finito il quale poteva scegliere se continuare a vivere la propria vita o rimanere a servire il tempio.
Questa tradizione continuò, quando la pratica si diffuse in Europa, ad eccezione del fatto che dopo il periodo di sette anni l'apprendista avrebbe potuto essere ammesso nella gilda e avere il permesso di praticare in modo indipendente il Mushindo Kempo, oppure prendere a sua volta apprendisti; questo sistema differente derivava principalmente dall'influenza del sistema corporativo delle gilde che permeava l'Europa dell'epoca.